# AGM-84H/K SLAM-ER
El AGM-84H/K SLAM-ER (Standoff Land Attack Missile-Expanded Response, en español: "Respuesta ampliada con misiles de ataque terrestre de enfrentamiento") es un avanzado misil de crucero lanzado desde el aire, guiado con precisión, producido por Boeing Defence, Space & Security para las Fuerzas Armadas de los Estados Unidos y sus aliados. Desarrollado a partir del AGM-84E SLAM (Standoff Land Attack Missile, desarrollado a su vez por Boeing Integrated Defense Systems a partir del misil antibuque McDonnell Douglas Harpoon), el SLAM-ER es capaz de atacar objetivos terrestres y marítimos de mediano a largo alcance (más de 155 millas náuticas/270 km). El SLAM-ER se basa en el Sistema de Posicionamiento Global (GPS) y con cámaras infrarrojas para su navegación y control, y puede atacar objetivos tanto en movimiento como estacionarios.
El SLAM-ER se puede controlar de forma remota mientras está en vuelo y se puede redirigir a otro objetivo después del lanzamiento si el objetivo original ya ha sido destruido o ya no se considera peligroso (guía de comando). El SLAM-ER es un arma muy precisa; en 2009 tenía el mejor error circular probable (CEP) de todos los misiles utilizados por la Marina de los Estados Unidos.